# Lijst van Belgische adelsverheffingen 1987
Personen die in 1987 werden opgenomen in de Belgische adel of een adellijke titel ontvingen.

## Baron
- Marcel Nicolet (1912-1996), hoogleraar, erfelijke adel en de persoonlijke titel baron.
- Etienne van der Rest (1925- ), erfelijke adel en titel baron, overdraagbaar bij eerstgeboorte.
- Marc Santens (1926-2018), erfelijke adel en de persoonlijke titel baron.

## Barones
- Angèle Manteau, persoonlijke adel en titel barones.

## Ridder
- Louis Casterman (1920-1994), erfelijke adel en persoonlijke titel ridder.
- Petrus Herbosch (1902-1987), erfelijke adel en persoonlijke titel ridder.
- André De Rouck (1926-1987), burgemeester van Dikkelvenne, erfelijke adel en de persoonlijke titel ridder.

## Jonkheer
- Fabrizio Massoni (1923- ), inlijving in de Belgische erfelijke adel.
- Armand de Moreau de Gerbehaye (1935-2020), erfelijke adel.
- Hugues Nolet de Brauwere van Steeland (1929-2006), erfelijke adel.